# 伯恩賽德嶺
69°12′S 157°10′E / 69.200°S 157.167°E
伯恩賽德嶺（英語：Burnside Ridges）是南極洲的山嶺，1947年由美國海軍拍攝空中照片，澳大利亞探險隊在1959年2月20日把該山嶺繪入地圖，並以該國海軍的上尉指揮官命名。